# Aerei (rivista)
Aerei è stata una rivista mensile di aeronautica specializzata, in particolar modo, nella trattazione di aerei militari.

## Storia
La rivista nasce nell'ottobre del 1973 come edizione italiana della rivista AIR Enthusiast. Il numero 1/73 fu, tuttavia, una mera brochure pubblicitaria e la rivista effettivamente inizio dal numero 2/73. La rivista fu edita da Ermanno Albertelli Editore, mentre a partire dal numero 2 del febbraio del 1975 fu pubblicata da Delta Editrice.
A differenza della versione inglese, trattò quasi esclusivamente argomenti aeronautici di natura militare. Infatti, le sue copertine ebbero come oggetto sempre una vivida rappresentazione artistica di un soggetto aeronautico militare.
La redazione originaria fu composta da Nico Sgarlato (direttore responsabile), Corrado Barbieri (caporedattore), Pierangelo Caiti (vicecaporedattore), Pietro Mazzardi (art director), William Green (direttore editoriale di AIR Enthusiast e della redazione inglese di Aerei), Gordon Swanborough (redattore di AIR Enthusiast e della redazione inglese di Aerei).
I primi numeri della rivista oltre ad articoli su aerei militari, forze aeree e teatri operativi furono caratterizzati dalle seguenti rubriche:
- "Editoriale" a firma di Nico Sgarlato;
- "Attualità" contenente un panorama mensile delle novità da tutto il mondo;
- "Schedario" con dati tecnici, fotografie e disegni a tre viste di aerei recenti;
- "Caccia dalla A alla Z", composta da 2 pagine dedicate agli aerei da caccia, ogni numero conteneva dati e foto di velivoli elencati in ordine alfabetico;
- "Plastimodellismo" rubrica curata da Pietro Tonizzo e Carlo D'agostino presente in modo corposo dal numero 2/73 sino al numero 12/79, divenendo una "rivista nella rivista" a detta degli stessi curatori; negli anni successivi si riduce sempre più sino a scomparire del tutto;
- "Risponde il tecnico" contenente le risposte della redazione ai quesiti tecnici dei lettori;
- "La vostra posta" con pubblicazione di lettere su argomenti generali;
- "Libri" contenente una recensione mensile di novità librarie e cinematografiche.

La prima uscita interamente preparata dalla redazione italiana fu il numero 7 del luglio del 1974. Il prezzo della rivista raddoppiò nei primi due anni di vita: da 800 lire dell'ottobre 1973, crebbe a 1800 lire nel gennaio del 1979 e giunse a 2000 lire nel mese di giugno dello stesso anno.
Dal primo numero del 1978 la copertina assunse un aspetto grafico differente: fondo blu e foto centrale; tale impostazione fu utilizzata sino al nono numero del 1986. Nel gennaio 1980 nacque da una costola di Aerei il mensile Aerei Modellismo, che terminò le pubblicazioni nel dicembre 2010.
Prezzi della rivista dal 1980 al 1990: marzo 1980 lire 2300. Gennaio 1981 lire 2500, giugno 1981 lire 2700. Aprile 1982 lire 3000. Gennaio 1983 lire 3500, luglio 1983 lire 3800. Gennaio 1984 lire 4000. Gennaio 1985 lire 4500. Luglio 1985 lire 4800. Gennaio 1987 lire 5500. Gennaio 1988 lire 5800. Gennaio 1989 lire 6000. Gennaio 1990 lire 6500.
Nel maggio del 1985 Aerei introdusse una novità: comparvero le tavole a colori del disegnatore Michele Marsan; inizialmente su due pagine, ma dal primo numero del 1987 si svilupparono su quattro pagine centrali unitamente ad una scheda monografica centrale, corredata da spaccato "Pilot Press", dell'aeroplano in oggetto.
Nell'ottobre 1986 la veste grafica della copertina tornò alle origini raffigurando un soggetto aeronautico. Spariscono gli editoriali e le lettere dei lettori, la pagina sull'attualità, con le notizie dal mondo, apre il mensile. A seguire gli articoli di attualità, tecnica, approfondimento, storia e la scheda monografica. Chiude la rubrica dedicata al "plastimodellismo", in seguito denominato modellismo statico.
Nel numero di marzo del 1988 la copertina mutò nuovamente: lo sfondo divenne nero, tranne in due esemplari: il numero 7/8 del 1988 con fondo blu; il numero 10 del 1988 con fondo rosso e al centro una fotografia in luogo della tavola illustrata, come accadde dieci anni prima.
Vendette anche le videocassete per il VHS e  in dvd dei vari documentari sugli aerei, elicotteri, ecc. come per esempio gli aerei del futuro (combat aircraft of the future) dal programma americano di wings della discovery uscito a fine anni 80.

## Organizzazione
Gli articoli furono redatti in gran parte da Nico Sgarlato, giornalista aeronautico attivo in numerose altre testate (come Aeronautica & Difesa e Aerei nella Storia, Aerospazio Mese), Pietro Mazzardi Giuseppe Fassari, Joe Cupido, John Miller, Luciana Aitollo, Pietro Tonizzo, Carlo D'agostino, Enzo Maio. Essi trattarono di argomenti tecnici, di valutazioni strategiche e di cronaca: visite ai reparti aerei, guerre, impieghi operativi. Fu prevista una sezione relativa alle notizie da tutto il mondo, articoli vari e una monografia centrale, in genere con un disegno ripiegabile di grandi dimensioni.